# Gervase of Cornhill
Gervase of Cornhill (* um 1110; † zwischen 29. September 1183 und 29. September 1184) war ein englischer Beamter und Richter, der unter anderem mehrere Jahre lang Sheriff von Kent war.

## Herkunft und Erbe
Gervase of Cornhill war vermutlich der älteste Sohn und Erbe von Roger, dessen Herkunft unbekannt ist. Sein Vater war 1125, vielleicht auch schon von 1114 bis 1115 Sheriff von London und starb 1130 oder kurz zuvor während einer Wallfahrt nach Jerusalem. Er hinterließ eine Witwe namens Ingenolda, wobei ungewiss ist, ob diese die Mutter von Gervase war. Einem Bericht aus dem 13. Jahrhundert nach war Gervase ein Sohn von Hubert of Caen, was jedoch unwahrscheinlich ist, da Gervase zusammen mit Roger das königliche Gut von Chalk in Kent als Lehen erhielt. Möglicherweise war Hubert of Caen jedoch ein Onkel von Gervase. Seinen Beinamen erhielt Gervase von Cornhill in London, wo er umfangreiche Besitzungen hatte. Diese und andere Grundstücke in und um London hatte er durch seine Heirat mit Agnes, einer Tochter von Edward of Cornhill erworben. Sowohl Gervase, wie auch sein Vater und sein Schwiegervater waren aller Wahrscheinlichkeit nach erfolgreiche und reiche Kaufleute, die wohl mit Wolle gehandelt hatten. Dazu erwarb Gervase Grundbesitz in Gamlingay in Cambridgeshire. Das Land hatte er als Hypothek erhalten, demnach war er auch ein Geldverleiher.

## Leben
Gervase nahm spätestens ab 1136 ein Richteramt in London wahr. Von 1155 bis 1157 und von 1160 bis 1161, vielleicht auch von 1159 bis 1160 war er einer der beiden Sheriffs von London. Von 1163 bis zu seinem Tod war er Sheriff von Surrey und von 1167 bis 1174 auch High Sheriff of Kent. Als Sheriff von Kent versuchte er im November 1170, wohl auf Geheiß von Erzbischof Roger de Pont l’Évêque von York und der Bischöfe Gilbert Foliot von London und Jocelin de Bohun von Salisbury vergeblich die Rückkehr aus dem Exil und die Landung von Erzbischof Thomas Becket in Sandwich zu verhindern. Er und andere Beamte konnten Becket jedoch nicht aufhalten, der nach Canterbury zurückkehrte, wo er wenig später von Rittern des Königs ermordet wurde. Von 1169 bis 1170 diente Cornhill auch als reisender königlicher Richter in Devon, Kent und Surrey. Vermutlich war er auch jener Gervase, der nach der Revolte der Söhne des Königs 1174 im Namen der Bürger von London König Heinrich II. die Loyalität der City of London bekundete. Neben seinem Londoner Besitz und den Grundbesitz in Chalk und Gamlingay erwarb Gervase wohl in den 1140er Jahren Besitzungen in Langham in Essex und in Berkesden in Hertfordshire. Dazu besaß er später noch Grundbesitz in East Horndon in Essex, in Ashtead und in anderen Teilen Surreys. Zwischen 1161 und 1168 verzichtete er auf seinen Grundbesitz in Greenwich und Lewisham zugunsten der Sankt-Peters-Abtei in Gent. Vor 1154 schenkte er seinen Grundbesitz in Berkesden der Holy Trinity Priory in Aldgate. Er starb zwischen Michaelis 1183 und Michaelis 1184.

## Nachkommen
Gervase hinterließ mindestens drei Söhne:
- Henry of Cornhill († 1192/93)
- Ralph of Cornhill († 1199/1200)
- Reginald of Cornhill (um 1140–1209/1210)